# Glenwood (Caroline du Nord)
 (mai 2025).
Pour les articles homonymes, voir Glenwood.
Glenwood est une census-designated place située dans le comté de McDowell, dans l’État de Caroline du Nord, aux États-Unis. Lors du recensement de 2020, elle comptait 501 habitants.